# Індекс APICS
Індекс APICS (APICS Business Outlook Index) — індекс, заснований на дослідженні промислових підприємств, і сигналізує про ріст економічної активності, якщо його значення перевищує 50; і про зниження, якщо значення опускається нижче цього рівня.

## Періодичність
Публікується щомісяця (в останню робочу середу, четвер або п'ятницю місяця (в останній із цих днів) о 8:30 за E.T.) і містить дані за поточний місяць.

## Ступінь впливу на ринок
Низький.

## Примітка
Використається при прогнозуванні індексу Асоціації менеджерів із закупівель, що виходить на кілька днів пізніше.